# آل پیترلی
آل پیترلی (انگلیسی: Al Pitrelli؛ زادهٔ ۲۶ سپتامبر ۱۹۶۲) گیتارنواز اهل ایالات متحده آمریکا است. وی از سال ۱۹۸۲ میلادی تاکنون مشغول فعالیت بوده است.